# Врбаска област
Врбаска област је била административна јединица Краљевине Срба, Хрвата и Словенаца. Постојала је од 1923. до 1929. године. Административни центар области је био град Бања Лука.

## Историја
Краљевство Срба, Хрвата и Словенаца основано је 1918. године и првобитно је било подијељено на покрајине и округе (жупаније). Године 1922, умјесто постојећих покрајина и округа, започето је формирање нових административних јединица и земља је подијељена на 33 области. Прије 1922, територија Врбаске области је чинила Бањалучки округ у оквиру покрајине Босне и Херцеговине. Године 1929, 33 области су замијењене са 9 бановина, а подручје Врбаске области је укључено у састав Врбаске бановине.

## Географија
Врбаска област је граничила са сљедећим областима: Приморско-крајишком, Осјечком, Сремском, Тузланском, Травничком и Бихаћком.

## Демографија
Према попису становништва 1921, простор ове области (тада Бањалучког округа) имао је највећи број становника у покрајини БиХ. Од укупно 423.096 становника, апсолутну већину су чинили припадници православне вјероисповијести (242.557). Римокатолика је било 95.202, а муслимана 72.271.

## Административна подјела
Подјела Врбаске области на 10 срезова и 5 среских испостава остала је иста као што је била у Бањалучком округу.
Срезови:
- Градски срез Бања Лука,
- Сеоски срез Бања Лука,
- Дервента,
- Босанска Дубица,
- Босанска Градишка,
- Котор Варош,
- Босански Нови,
- Приједор,
- Прњавор,
- Тешањ.

Среске испоставе:
- Босански Брод,
- Босанска Костајница,
- Добој,
- Козарац,
- Оџак.

## Велики жупани
- Светислав Пауновић (1924),
- Војин Машић (1924),
- Марко Новаковић (1926),
- Бранко Стакић (1927),
- Немања Љубисављевић (1928),
- Јован Зец (1929).[2]